# Drosophila tendomentum
Drosophila tendomentum är en tvåvingeart som beskrevs av Elmo Hardy 1965. 
Drosophila tendomentum ingår i släktet Drosophila och familjen daggflugor. Artens utbredningsområde är Hawaii.